# Tunau
Tunau település Németországban, azon belül Baden-Württembergben. Lakosainak száma 185 fő (2023. december 31.).

## Népesség
A település népessége az elmúlt években az alábbi módon változott:
| Lakosok száma | 169  | 169  | 184  | 177  | 180  | 184  | 187  | 189  | 181  | 185  |
|               | 1961 | 1967 | 1974 | 1980 | 1987 | 1993 | 2000 | 2006 | 2013 | 2023 |